# Франкфуртска школа
Франкфуртска школа је израз који се користи за групу филозофа који су чинили Институт социолошких истраживања (њем. Institut für Sozialforschung) у Франкфурту на Мајни, који су примијенили марксизам на једну радикалну интердисциплинарну друштвену теорију, која ће касније добити име критичка теорија. Институт социолошких истраживања, основали су 1923. године Карл Гринберг (њем. Carl Grünberg), Ј. Вајл, Макс Хоркхајмер и Фридрих Полок, као додатни департман Универзитета у Франкфурту. Био је то први истраживачки центар марксистичке оријентације, који је постао дио неког Универзитета у Њемачкој. Макс Хоркхајмер постаје његов директор 1930. године, те доводи многе талентоване теоретичаре. Значајни чланови ове групе мислилаца су: Теодор Адорно, Ерих Фром, Херберт Маркузе, Валтер Бењамин и Јирген Хабермас. Након доласка нациста на власт 1933. Хоркхајмер је преместио институт на Универзитет Колумбија у Њујорку, где је наставио са радом све до 1941. Поново је отворен у Франкфурту 1950. године. Иако је институт првобитно био замишљен као центар за неомарксистичка социолошка истраживања, не постоји јединствена доктрина која је заједничка свим члановима франкфуртске школе. Међутим, за све њих је карактеристична неомарксистичка критичка теорија друштва која сматра да је главни циљ филозофије да схвати друштвене структуре које доминирају људима и угњетавају их. Задатак теорије је да помогне да се те структуре превазиђу. Верујући да је наука као и други облици сазнања постала пуки инструмент угњетавања ови критички теоретичари упозоравају да се научном напретку не сме слепо веровати. Научно сазнање не сме се узимати као циљ сам по себи, без обзира на циљеве еманципације. У интелектуалном погледу школа највише дугује делима које су написали Георг Вилхелм Фридрих Хегел, младохегеловци, Имануел Кант, Карл Маркс, Вилхелм Дилтај, Фридрих Ниче и Зигмунд Фројд. 
Дела припадника франкфуртске школе често се називају Критичка теорија друштва. Нарочито после 1970-их година критичка теорија је постала веома утицајна у проучавању историје, права, књижевности и у друштвеним наукама. 
Студиозна монографија о историји франкфуртске школе и критичкој теорији друштва је, Мартин Џеј:Дијалектичка имагинација.